# Аріарат VIII
Аріарат VIII — цар Каппадокії.

## Біографія

### Походження
Аріарат VIII був другим сином Аріарата VI і Лаодіки Каппадокійської. Мав старшу сестру Нісу та брата Аріарата VII.

### Боротьба за владу
Аріарат VIII здобув владу, коли каппадокійці повстали проти Аріарата IX, сина понтійського правителя Мітрідата VI. Однак нащадок місцевої правлячої династії був швидко усунений з країни силами Мітрідата, після чого помер природною смертю. Після загибелі Аріарата VII і Аріарата VIII династія Аріартидів остаточно перервалася.

### Спадщина
Після загибелі Аріарата VII і Аріарата VIII влада в Каппадокії знову перейшла в руки Аріарата IX, якому тоді було вісім років.
Правитель Віфінії Нікомед III відправив посольство в Римську республіку, яке оголосило про наявність третього сина Аріарата VI і Лаодіки. Мітрідат VI також відправив своїх представників у Рим, які повинні були довести сенаторам, що його син був нащадком Аріарата V. Римський сенат оголосив каппадокійців вільним народом, і в 95 році до н. е. наказав змістити Аріарата IX.
Після цього римляни надали місцевому населенню вибрати свого нового правителя, яким став Аріобарзан I.